# Одеса (Міссурі)
Одесса (англ. Odessa) — місто (англ. city) в США, в окрузі Лафаєтт штату Міссурі. Населення — 5593 особи (2020).

## Географія
Одесса розташована за координатами 38°59′58″ пн. ш. 93°57′59″ зх. д. / 38.99944° пн. ш. 93.96639° зх. д. (38.999397, -93.966404).  За даними Бюро перепису населення США в 2010 році місто мало площу 10,69 км², з яких 10,61 км² — суходіл та 0,09 км² — водойми.

## Демографія
Згідно з переписом 2010 року, у місті мешкало 5300 осіб у 2077 домогосподарствах у складі 1427 родин. Густота населення становила 496 осіб/км².  Було 2280 помешкань (213/км²).
Расовий склад населення:
| - 94,8 % — білих - 1,4 % — чорних або афроамериканців - 0,4 % — корінних американців - 0,4 % — азіатів |

До двох чи більше рас належало 2,6 %. Частка іспаномовних становила 2,2 % від усіх жителів.
За віковим діапазоном населення розподілялося таким чином: 27,0 % — особи молодші 18 років, 58,2 % — особи у віці 18—64 років, 14,8 % — особи у віці 65 років та старші. Медіана віку мешканця становила 35,2 року. На 100 осіб жіночої статі у місті припадало 93,1 чоловіків;  на 100 жінок у віці від 18 років та старших — 88,4 чоловіків також старших 18 років.
Середній дохід на одне домашнє господарство  становив 54 665 доларів США (медіана — 52 066), а середній дохід на одну сім'ю — 67 031 долар (медіана — 68 725). Медіана доходів становила 45 198 доларів для чоловіків та 37 900 доларів для жінок. За межею бідності перебувало 11,7 % осіб, у тому числі 11,6 % дітей у віці до 18 років та 8,1 % осіб у віці 65 років та старших.
Цивільне працевлаштоване населення становило 2133 особи. Основні галузі зайнятості: освіта, охорона здоров'я та соціальна допомога — 30,2 %, будівництво — 12,8 %, виробництво — 12,2 %.